# 일본의 쌀
일본의 쌀은 일반 쌀(우루치마이)과 찹쌀(모치고메)을 포함하여 자포니카쌀의 다양한 단립 품종을 말한다.
일본의 일반 쌀, 즉 우루치마이(粳米)는 일본 식단의 주식이며 짧고 반투명한 곡물로 구성되어 있다. 조리하면 끈적끈적한 질감을 갖고 있어서 젓가락으로 집어 먹기도 편하다. 일본 이외의 지역에서는 일반적으로 사용되는 용도 중 하나이기 때문에 초밥용 쌀로 표기되는 경우도 있다. 사케를 만드는 데에도 사용된다.
일본에서 모치고메(もち米)로 알려진 찹쌀은 떡(餅), 오코와 및 세키한과 같은 특별 요리를 만드는 데 사용된다. 짧은 곡물의 쌀로, 특히 짧고 둥글며 불투명한 곡물, 조리 시 끈적거림이 더 크고 단단하고 쫄깃한 식감으로 우루치마이와 구별할 수 있다.

## 같이 보기
- 노리 (음식)
- 오니기리
- 논
- 스시